# The Brooks
Pour les articles homonymes, voir Brooks.
The Brooks est un groupe canadien de funk, originaire de Montréal, au Québec. 

## Histoire
Le groupe est composé d'Alexandre Lapointe (basse), Alan Prater (chant), Maxime Bellavance (batterie), Philippe Look (guitare) et Philippe Beaudin (percussions).
Leur premier album Adult Entertainement est sorti en 2014, suivi de l’album Pain and Bliss en 2016, puis d'un EP Freewheelin’ Walking en 2018. À l'automne 2020 le groupe sort un dernier album Any Day Now.

## Membres
- Alan Prater[5] – chant, trombone
- Philippe Look – guitare
- Alexandre Lapointe – basse
- Maxime Bellavance – batterie
- Daniel Thouin – claviers
- Sébastien Grenier – saxophone
- Hichem Khalfa – trompette
- Philippe Beaudin – percussions

## Distinctions
- ADISQ - Meilleur album anglophone de l'année - Freeweelin' Walking (2019)
- GAMIQ - Album/EP Work de l'année Freeweelin' Walking (2019)
- 17e Independent Music Awards - Funk/Fusion/Jam Songs Priceless (2019)
- 17e Independent Music Awards - Urban EP (2019)
- GAMIQ - Album World (2017)[6]